# Leonardo Pareja
Leonardo Rodrigues Pareja (Goiânia, 26 de março de 1974 — Aparecida de Goiânia, 9 de dezembro de 1996) foi um criminoso brasileiro.
Começou sua trajetória de fama em setembro de 1995 quando, após assaltar um hotel na cidade de Feira de Santana, Bahia, manteve como refém por três dias uma garota de 16 anos, Fernanda Viana, sobrinha do então senador Antônio Carlos Magalhães. Neste episódio foi notado como audaz, ao negociar com a polícia coberto por lençóis, de maneira a impossibilitar a atuação de atiradores de elite.
Após libertar a garota, passou mais de um mês fugindo da polícia. Enquanto isto, o foragido dava entrevistas a rádios e televisões, sempre debochando e desafiando os policiais. Às vezes chegava a anunciar a ida em determinado município, mas sempre conseguia escapar.
Em abril de 1996, no então Centro Penitenciário de Goiás (Cepaigo), em Aparecida de Goiânia, Leonardo Pareja comandou uma rebelião de sete dias. Ao final das negociações, ele e mais 43 detentos fugiram após fazer várias autoridades como reféns, inclusive o presidente do Tribunal de Justiça de Goiás, o desembargador Homero Sabino.
Pareja conseguiu fugir ao fim da rebelião levando seis reféns. Durante a fuga, ele parou em um bar, deu autógrafos e comprou cigarros e bebidas. Leonardo foi recapturado um dia depois, em um posto de combustíveis de Porangatu, no norte do estado.
Em 9 de dezembro de 1996, Leonardo Pareja foi morto a tiros por detentos dentro do presídio, após informar à direção do Cepaigo um plano de fuga de alguns presos, o qual se daria através de um túnel cavado no presídio.